# جيلبرت بلاس
جيلبرت بلاس (بالإنجليزية: Gilbert Plass)‏ (و. 1920 – 2004 م) هو فيزيائي، ومدرس، وأستاذ جامعي من كندا . ولد في تورونتو .

## التعليم
تعلم في جامعة هارفارد، وجامعة برنستون

## مناصب وهيئات
أدار جامعة جونز هوبكينز، وجامعة تكساس إيه اند إم.